# Ventura de la Vega

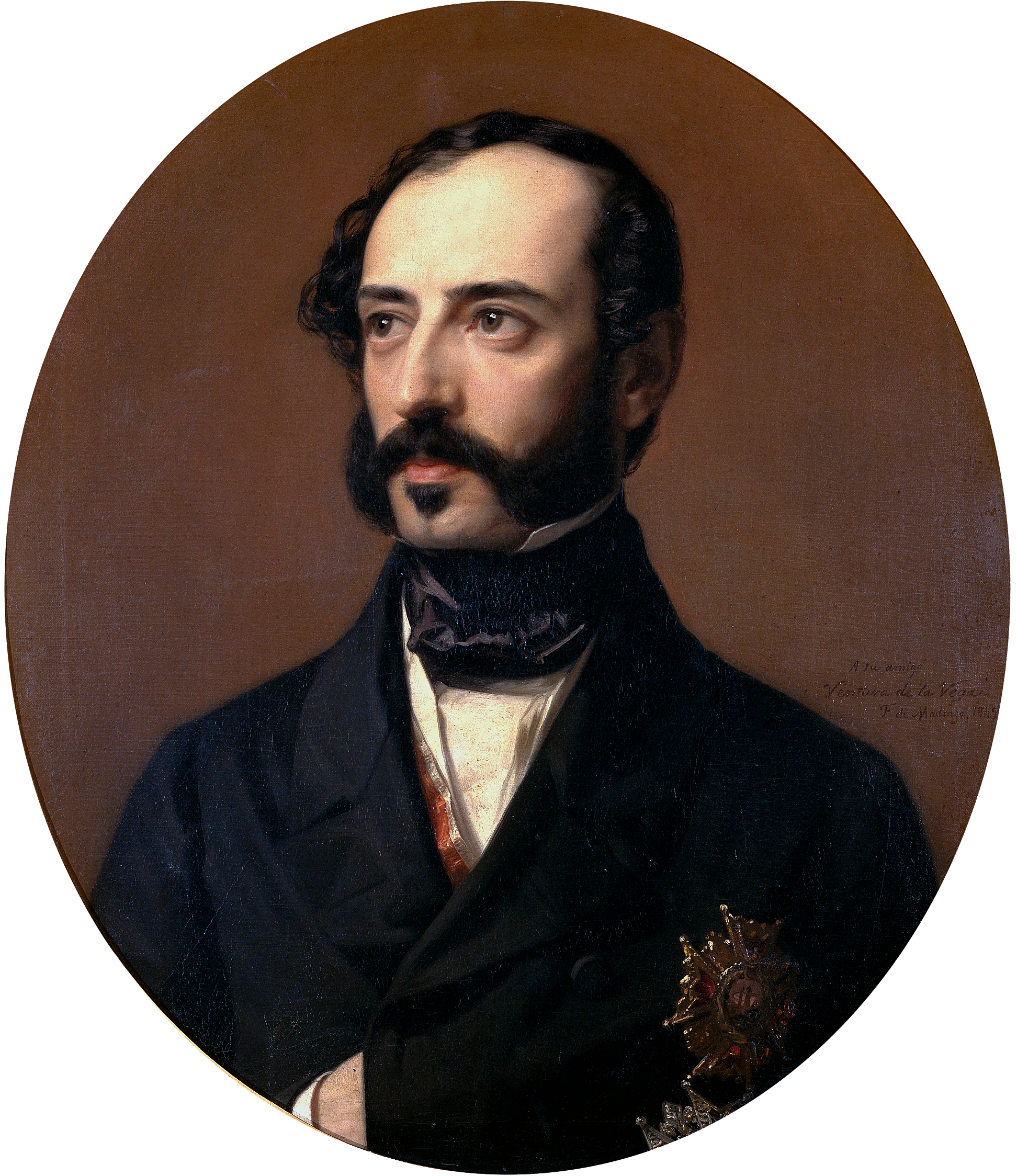
Ventura de la Vega

Ventura de la Vega (* 14. Juli 1807 in Buenos Aires, Argentinien; † 2. August 1865 in Madrid) war ein ursprünglich aus Argentinien stammender Dramenautor und Librettist für Zarzuelas, der die meiste Zeit seines Lebens in Spanien verbrachte und deshalb meist zur spanischen Literatur gezählt wird.

## Leben
Ventura de la Vega wurde von seinem Vater als Kind nach Spanien gebracht und ging am Colegio de San Mateo in Madrid zur Schule. Nach dem frühen Tod des Vaters lebte er ein Bohemien-Leben im Stil der Romantik. Zusammen mit José de Espronceda war er Mitglied in der Geheimorganisation „Sociedad de Los Numantinos“, weshalb er für einige Zeit in ein Kloster verbannt wurde. Wegen seiner argentinischen Herkunft trug er den Spitznamen „El argentino“; unter Anwendung eines Wortspiels mit seinem Vornamen (Ventura heißt auf Spanisch „Glück“) wurde er auch „Ventura sin ventura“ (Der Glücklose) genannt, weil er oft große wirtschaftliche Not litt.
Ab 1836 „bekehrte“ er sich zu einer konservativeren Weltauffassung. 1838 heiratete er eine Opernsängerin, Manuela Oreiro de Lema. Bewundert wegen seiner Verskunst und seiner Satiren, wurde er zum Literaturlehrer und Privatsekretär der Königin Isabella II., später Staatssekretär und 1847 Direktor des Teatro Español. Er hatte in Spanien großen Erfolg als Dramen- und Zarzuela-Autor.
1845 wurde er Mitglied der Real Academia Española. Er starb 1865 in Madrid.

## Werk
Ventura de la Vega wird meist zur spanischen Literatur des Realismus gezählt. Er hat mehr als 80 Übersetzungen und Adaptionen französischer Theaterstücke (insbesondere von Eugène Scribe) verfasst, außerdem einige Gedichte.

### Drama
Ventura de la Vega orientierte sich als Dramenautor an klassizistischen Vorbildern wie Leandro Fernández de Moratín und Manuel Bretón de los Herreros und kämpfte gegen die romantischen Erneuerungen seiner Zeit. Er vertrat ein bürgerliches Wertesystem und schrieb hauptsächlich realistische Salonkomödien.
Sein bekanntestes Stück ist die Komödie El hombre de mundo (1845); sie gilt als Vorläuferin der so genannten „Alta Comedia“ und zeichnet sich durch bürgerliches Ambiente und sorgfältige Metrik aus. Hauptthema darin ist das Scheitern eines Don-Juan-Typs, der das Glück einer Ehe stören wollte.
Ventura de la Vega hat auch das historische Drama Don Fernando de Antequera (1847) verfasst, die klassische Tragödie La muerte de César (1865) sowie das Libretto zu Francisco Asenjo Barbieri: Jugar con Fuego, einer Zarzuela in drei Akten (1851, nach einem französischen Original); sie markiert den Beginn der romantischen Zarzuela in Spanien und wird immer noch aufgeführt.
Spätere gemeinsame Erfolge mit Barbieri hat Ventura de la Vega mit folgenden Werken errungen: La cisterna encantada (1853), El marqués de Caravaca (1853, die Fortsetzung von Jugar con fuego) sowie Un tesoro escondido (1861).
Mit Joaquín Gaztambide zusammen schrieb er El estreno de un artista (1852) und La verbena de la paloma (1894 uraufgeführt mit Musik von Tomás Bretón); letzteres spielt im volkstümlichen Madrider Ambiente und hatte großen Erfolg.

### Lyrik
- Rimas americanas (La Habana, 1833)
- Obras poéticas (Paris, 1866)
- Poesías líricas (Madrid, 1873).

## Sekundärliteratur
- Franzbach, Martin: Geschichte der spanischen Literatur im Überblick. Stuttgart: Reclam, 2002 (= Universal-Bibliothek; Nr. 8861), ISBN 3-15-008861-5
- Gumbrecht, Hans U.: Eine Geschichte der spanischen Literatur, 1484 Seiten, Frankfurt am Main: Suhrkamp  1998, ISBN 3-518-58062-0
- Neuschäfer, Hans-Jörg: Spanische Literaturgeschichte, 446 Seiten, Stuttgart: Metzler, 2. Auflage 2006, ISBN 3-476-01857-1
- Strosetzki, Christoph: Geschichte der spanischen Literatur, 404 Seiten, Tübingen: Niemeyer, 2., unveränd. Aufl. 1996, ISBN 3-484-50307-6